# Zacharias Frankel
Zacharias Frankel, född 30 september 1801 i Prag, död 13 februari 1875, var en tysk-judisk teolog.
Frankel blev rabbin i kretsen Leitmeritz i Böhmen 1831, överrabbin i Dresden 1835, i Breslau 1854 och samtidigt rektor för det nygrundade Jüdisch-theologisches Seminar där. I Sachsen bidrog han verksamt till judendomens erkännande som en i staten berättigad konfession. Genom sin för sachsiska lantdagen framlagda skrift Die Eidesleistung der Juden in theologischer und historischer Beziehung (1840) föranledde han avskaffandet av den föråldrade judeeden och förberedde judarnas erhållande av fullständig medborgarrätt. Som vetenskaplig forskare gjorde han till sin uppgift att främja kunskapen om Talmud och att ge en historisk framställning av dess utveckling. Efter flera förberedande
arbeten i denna riktning utgav han Einleitung in die Mischna (1859; ett häfte bilagor och register, 1867) och Einleitung in den jerusalemischen Talmud (1870). Åren 1844–1846 redigerade Franckel Zeitschrift für die religiösen Interessen des Judenthums. Han grundade även 1851 och utgav fram till 1868 Monatsschrift für Geschichte und Wissenschaft des Judentums. Frankel sökte som teolog medla mellan den radikala judiska reformrörelsen och den konservativa ortodoxa riktningen. Han skrev åtskilliga arbeten i exegetik och talmudisk rätt med mera. Av stor vetenskaplig betydelse är hans skrifter Vorstudien zur Septuaginta (1841) och Einfluss der palästinensischen Exegese (1851). Frankels vetenskapliga förtjänster vann erkännande även bland samtida kristna teologer.